# Malepère (AOC)
Pour les articles homonymes, voir Malepère.
Le malepère est un vin d'appellation d'origine contrôlée produit dans le massif de la Malepère, situé entre Limoux, Castelnaudary et Carcassonne, dans le département français de l'Aude.

## Histoire

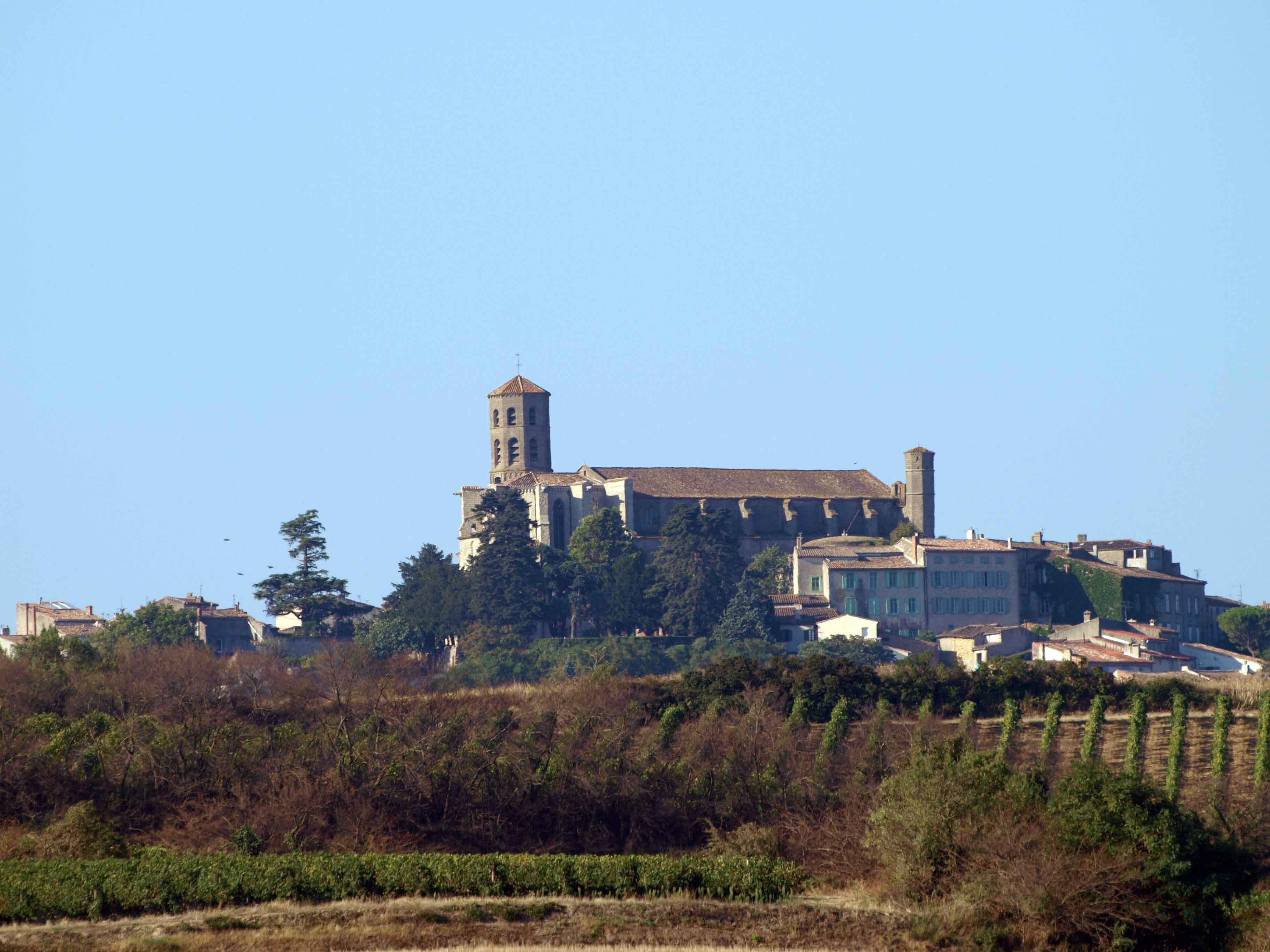
Montréal-de-l'Aude et son vignoble

Le canal du Midi, inauguré en 1681, relança la production du vin en Languedoc qui pouvait être exporté vers Toulouse, Bordeaux et Marseille. Le canal eut pour effet d'élargir la zone de vente des producteurs locaux et dans les années 1730-1740, ce commerce permit aux exploitations agricoles d'augmenter leur production.
À partir de 1855, le vignoble connut une forte progression. Mais la crise de l'oïdium, suivie du phylloxéra, puis la surproduction des vins de qualité inférieure engendrèrent la révolte de 1907. 
Le mouvement coopératif qui s'ensuivit redonna un essor de la viticulture. Au milieu du XXe siècle, les vignerons décident de choisir la qualité contre la quantité. Ce qui leur permis d'accéder à l'AOC puisque avant 2007, le malepère était connu sous l'appellation VDQS côtes-de-la-malepère.

## Situation géographique
Situé dans le département de l'Aude, le malepère est l’appellation la plus occidentale du Languedoc-Roussillon.

### Orographie
Ce terroir viticole est constitué de plaines et de collines dans sa partie méridionale. Il est creusé par les rivières de la Dure, de l'Orbiel et de la Clamoux. Au nord, les terrains sont plus abrupts avec le début de la Montagne Noire. Là dominent la garrigue et le maquis.

### Climat
Le climat de ce terroir viticole est de type méditerranéen avec des étés chauds et secs et des hivers doux et peu pluvieux. La neige n'est pas rare, le brouillard occasionnel, mais les jours de vent ne sont pas exceptionnels. Les températures descendent peu en dessous de 0 °C en hiver. Les automnes et les printemps sont doux. La pluviométrie est assez faible toute l'année. 
| Mois                                            | jan.             | fév.             | mars            | avril           | mai             | juin            | jui.            | août             | sep.            | oct.             | nov.             | déc.             | année            |
| ----------------------------------------------- | ---------------- | ---------------- | --------------- | --------------- | --------------- | --------------- | --------------- | ---------------- | --------------- | ---------------- | ---------------- | ---------------- | ---------------- |
| Température minimale moyenne (°C)               | 2,7              | 3,7              | 4,9             | 7,4             | 10,5            | 13,8            | 16,3            | 16,1             | 13,9            | 10,7             | 6,1              | 3,5              | 9,1              |
| Température moyenne (°C)                        | 5,9              | 7,2              | 9,1             | 11,7            | 15,3            | 19,1            | 22,1            | 21,5             | 19              | 14,8             | 9,6              | 6,7              | 13,5             |
| Température maximale moyenne (°C)               | 9,2              | 10,8             | 13,3            | 16,1            | 20              | 24,4            | 27,9            | 26,9             | 24,1            | 19               | 13               | 9,8              | 17,9             |
| Record de froid (°C) date du record             | −12,5 16/01/1985 | −18,7 15/02/1956 | −7,5 01/03/2005 | −1,6 08/04/1956 | 0,9 04/05/2010  | 6 01/06/1949    | 8,4 04/07/1948  | 8,2 30/08/1986   | 2,9 27/09/1972  | −2 29/10/1949    | −6,8 22/11/1998  | −12 28/12/1962   | −15,2 04/02/1963 |
| Record de chaleur (°C) date du record           | 21,1 15/01/1955  | 23,6 15/02/1998  | 27,3 21/03/1990 | 31 13/04/1949   | 35,2 30/05/2001 | 39,8 21/06/2003 | 40,2 06/07/1982 | 41,9 13/08/2003  | 36,4 07/09/1988 | 31 10/10/1967    | 26,2 13/11/1948  | 22,4 18/12/1989  | 41,9 13/08/2003  |
| Nombre de jours avec gel                        | 7,6              | 5,1              | 2,7             | 0,1             | 0               | 0               | 0               | 0                | 0               | 0                | 2,5              | 6,5              | 24,5             |
| Ensoleillement (h)                              | 97               | 120              | 173             | 188             | 215             | 240             | 275             | 260              | 213             | 145              | 102              | 92               | 2 120            |
| Record de vent (km/h) date du record            | 133 23/01/2009   | 130 08/02/1996   | 104 07/03/1988  | 112 07/04/1994  | 94 28/05/1999   | 86 13/06/1982   | 108 28/07/1990  | 119 16/08/1983   | 97 26/09/1992   | 97 11/10/2006    | 101 07/11/1982   | 140 27/12/1999   | 140 27/12/1999   |
| Précipitations (mm)                             | 67,3             | 67,7             | 64,8            | 71,5            | 62,3            | 43              | 29,1            | 43,2             | 46,1            | 74               | 56,7             | 69,4             | 695,1            |
| Record de pluie en 24 h (mm) date du record     | 77,2 29/01/2006  | 86,4 12/02/1990  | 60,6 04/03/1969 | 81,6 27/04/1993 | 74,3 18/05/1977 | 67,6 05/06/1963 | 90,4 28/07/1990 | 107,4 26/08/1990 | 79,9 13/09/1963 | 151,3 11/10/1970 | 168,6 12/11/1999 | 113,6 03/12/2003 | 168,6 12/11/1999 |
| Nombre de jours avec précipitations             | 10               | 9,4              | 9,6             | 9,7             | 8,5             | 5,9             | 4,5             | 5,4              | 5,6             | 7,5              | 8,5              | 9,3              | 93,9             |
| dont nombre de jours avec précipitations ≥ 5 mm | 4,3              | 4,5              | 4,1             | 4,4             | 3,9             | 2,7             | 1,8             | 2,4              | 2,6             | 3,3              | 3                | 4,2              | 41,2             |
| Humidité relative (%)                           | 82               | 79               | 74              | 74              | 72              | 69              | 64              | 68               | 73              | 80               | 82               | 84               | 75,08            |
| Nombre de jours avec neige                      | 2,1              | 2,1              | 0,9             | 0,3             | 0               | 0               | 0               | 0                | 0               | 0                | 0,6              | 1,4              | 7,4              |
| Nombre de jours d'orage                         | 0,3              | 0,3              | 0,8             | 1,5             | 2,2             | 2,9             | 3,8             | 3,8              | 2,1             | 1,1              | 0,1              | 0,2              | 19,1             |
| Nombre de jours avec brouillard                 | 2,8              | 1,6              | 0,9             | 0,5             | 0,4             | 0,2             | 0,3             | 0,3              | 0,9             | 1,9              | 2,1              | 2,2              | 14,1             |

| Diagramme climatique                                  |             |             |             |            |            |              |              |              |          |           |            |
| J                                                     | F           | M           | A           | M          | J          | J            | A            | S            | O        | N         | D          |
| 9,22,767,3                                            | 10,83,767,7 | 13,34,964,8 | 16,17,471,5 | 2010,562,3 | 24,413,843 | 27,916,329,1 | 26,916,143,2 | 24,113,946,1 | 1910,774 | 136,156,7 | 9,83,569,4 |
| Moyennes : • Temp. maxi et mini °C • Précipitation mm |             |             |             |            |            |              |              |              |          |           |            |

## Vignoble

### Présentation

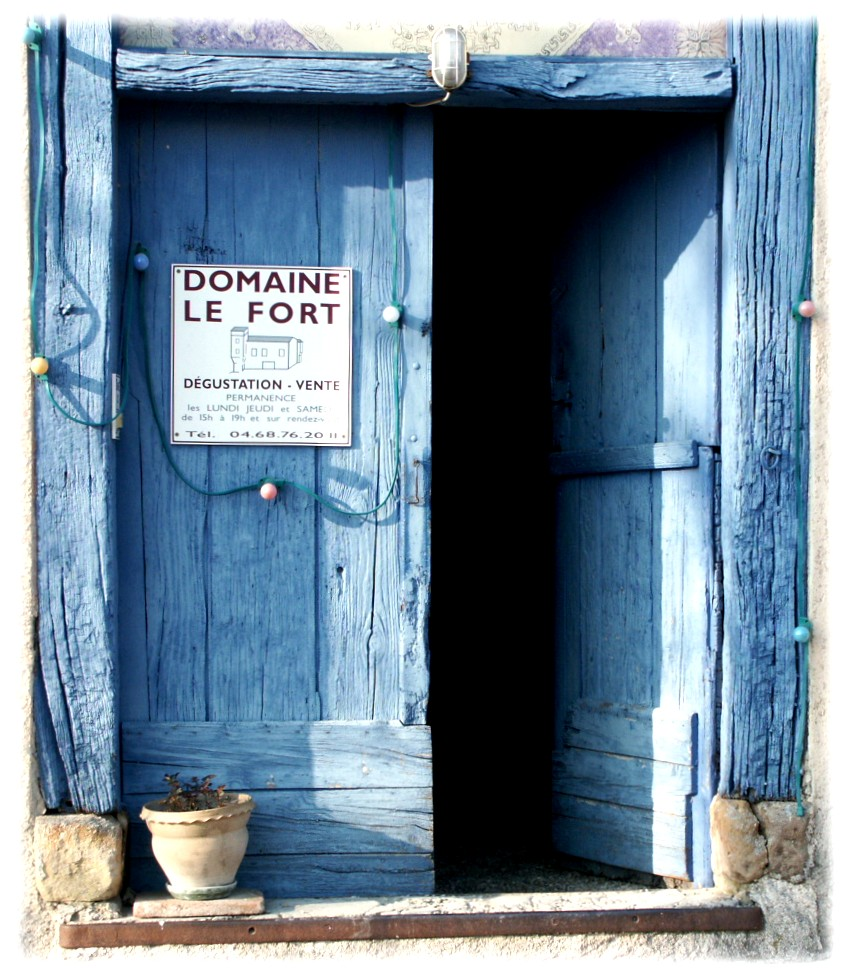
Caveau de dégustation du domaine Le Fort à Montréal-de-l'Aude

Les communes pouvant revendiquer l'AOC sont : Alaigne, Alairac, Arzens, Bellegarde-du-Razès, Belvèze-du-Razès, Brézilhac, Brugairolles, Cailhau, Cailhavel, Cambieure, Carcassonne, Caux-et-Sauzens, Couffoulens, Donazac, Fanjeaux, Fenouillet-du-Razès, Ferran, Gramazie, Hounoux, La Cassaigne, La Courtète, La Force, Lasserre-de-Prouille, Laurac, Lauraguel, Lavalette, Malviès, Mazerolles-du-Razès, Montclar, Montgradail, Montréal-de-l'Aude, Preixan, Rouffiac d'Aude, Roullens, Routier, Saint-Martin-de-Villereglan, Villarzel-du-Razès, Villeneuve-lès-Montréal, Villesèquelande, Villesiscle.

### Encépagement
Les cépages sont :
- le merlot noir, cépage dominant de l'appellation (50 %) ;
- le cabernet franc, cépage dominant dans les vins rosés de l'appellation ;
- le cabernet sauvignon ;
- le cinsaut ;
- le côt (malbec) ;
- le grenache noir ;
- le lledoner pelut ;
- la syrah, cépage marginal en Malepère, mais néanmoins intéressant dans les vins rosés.

### Vinification et élevage
La vinification est une étape essentielle de la viniculture qui succède au pressurage ou au foulage d'après-vendange, ces opérations pouvant se dérouler aussi lors de la vinification. Elle est généralement complétée d'un élevage du vin. S'effectuant dans un chai, la vinification consiste à transformer le moût de raisin en un type précis de vin doté de caractéristiques organoleptiques spécifiques. Sa phase principale est la cuvaison, lors de laquelle le moût subit une fermentation alcoolique produisant du vin.

#### Vinification en rouge
La vinification en rouge consiste à faire un pressurage après que la fermentation a commencé. Pendant toute cette phase, le moût est en contact avec les matières solides de la vendange. Celles-ci sont très riches en tanins, matières colorantes, odorantes, minérales et azotées. Ces substances vont alors se dissoudre plus ou moins dans le moût et se retrouver dans le vin.
C'est la cuvaison pendant laquelle les sucres se transforment en alcool (fermentation alcoolique) et le jus se voit enrichi par les composants du moût. Plus la macération est longue, plus la coloration du vin sera intense. Se disolvent également les tanins, leur taux sera aussi fonction du temps de la cuvaison. Plus elle sera longue, plus les vins seront aptes à vieillir. Durant cette phase, se produit une forte élévation de la température. Celle-ci est de plus en plus contrôlée par la technique de maîtrise des températures.

#### Vinification en rosé
La vinification en rosé se produit par macération, limitée dans le temps, de cépages à pellicule noire avec possible ajout de cépages blancs. Le vin rosé n'a pas de définition légale. Mais ses techniques de vinification sont très strictes et n'autorisent en rien en Europe le mélange de vin rouge et blanc. Deux principes différents sont utilisés :
- Le premier consiste à extraire par écoulement une partie du jus dès l'encuvage lors de la vinification en rouge ; c'est la saignée. C'est le jus qui s'égoutte sous le poids de la vendange - au maximum entre 20 et 25 % - et qui va macérer durant 3 à 24 heures. Cette méthode produit des vins rosés à la robe soutenue, et la quantité potentielle produite dépend de la concentration recherchée pour le vin rouge produit.
- Le second principe est le pressurage direct, qui consiste à extraire le jus en plusieurs fois, au cours de la macération, qui dure quelques heures. Les jus extraits successivement sont progressivement plus chargés en tanins provenant des peaux, et peuvent ensuite être assemblés. Une vendange bien mûre pourra colorer le jus et sa vinification se fait en blanc[9].

La maîtrise des températures est une nécessité, un vin rosé a une robe qui s'apparente à celle d'un vin rouge très clair, plus le fruit et la fraîcheur des vins blancs.

### Terroir et vins
Les vins de Malepère se différencient des autres produits du Languedoc notamment par la présence de cépages atlantiques comme le merlot et de cépages du Sud-Ouest comme le malbec. La rencontre des climats atlantique et méditerranéen à cet endroit est en partie responsable de cette mixité. Les vins produits sur ce terroir sont originaux et très spécifiques à la région. On y retrouve souvent des arômes de fruits noirs confiturés et d'épices avec un fond d'olives noires. On remarque aussi des notes de truffes dans certaines cuvées.

### Structure des exploitations
Regroupant seulement 18 domaines particuliers et 3 caves coopératives, c'est une appellation peu connue du grand public. L'appellation compte aujourd'hui moins de 500 hectares de vignes.

### Type de vins et gastronomie

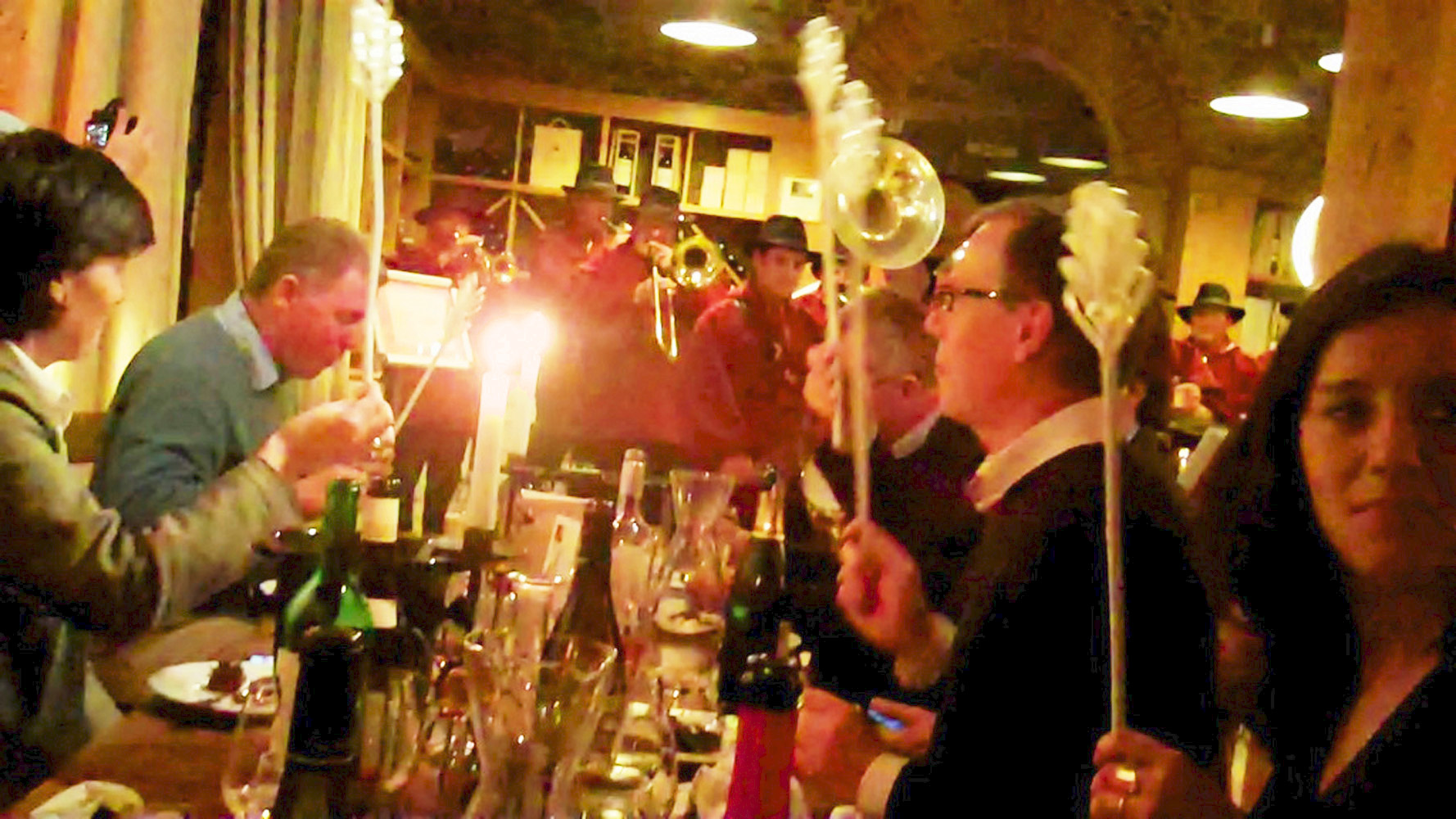
Banquet-dégustation au château de Pennautier

L'AOC malepère ne comprenant que les vins rouges et les rosés, les vins blancs produits dans la région sont des IGP pays d'Oc. Les cépages blancs les plus utilisés sont le chardonnay, le sauvignon blanc, le viognier et le chenin blanc. Que ce soit en rouge ou en rosé, les vins de l'AOC s'accordent avec de nombreux mets. « Dans notre région, de tradition, le cassoulet de Castelnaudary est un incontournable pour accompagner le vin de Malepère. C'est un couple parfait qui va ravir tous les gourmets. Ainsi l'union d'un Grand Vin de Malepère et du Cassoulet de Castelnaudary est un plaisir pour les papilles ». Le malepère se retrouve parfait sur des mets d'exception comme une volaille aux truffes, un civet de lièvre à la sauge ou encore un salmis de palombes accompagné de champignons sauvages, ainsi que sur les pièces de gibier (côtelettes de sanglier ou civet de biche). 

### Commercialisation
La date de mise en marché des vins rouges à destination du consommateur ne peut se faire qu'à l’issue de la période d’élevage, à partir du 1er mars de l’année qui suit celle de la récolte.
L'INAO exige que « Les vins pour lesquels, aux termes du présent décret, est revendiquée l'appellation d'origine contrôlée "Malepère" et qui sont présentés sous ladite appellation ne peuvent être déclarés après la récolte, offerts au public, expédiés, mis en vente ou vendus sans que, dans la déclaration de récolte et de stock, dans les documents d'accompagnement et les documents commerciaux, sur les étiquettes, récipients quelconques et tout support publicitaire, l'appellation d'origine contrôlée susvisée soit inscrite et accompagnée de la mention "Appellation contrôlée", le tout en caractères très apparents ».
Sur les 15 000 hl, produits en moyenne chaque année, la vente directe et traditionnelle représente 50 %, la grande distribution 30 %  et l'exportation 20 %.